# Newton (Iowa)
Newton város az USA Iowa államában. Lakosainak száma 15 760 fő (2020. április 1.).

## Népesség
A település népességének változása:

| 2010 | 15 254 |
| 2020 | 15 760 |